# 1993년 12월
| 1993년: 1월 · 2월 · 3월 · 4월 · 5월 · 6월 · 7월 · 8월 · 9월 · 10월 · 11월 · 12월 |

| <          | 1993년 12월  | 1993년 12월 | 1993년 12월  | 1993년 12월 | 1993년 12월 | >          |
| 일         | 월           | 화          | 수           | 목          | 금          | 토         |
|            |              |             | 1 10.18 병진 | 2 19 정사   | 3 20 무오   | 4 21 기미  |
| 5 22 경신  | 6 23 신유    | 7 24 임술   | 8 25 계해    | 9 26 갑자   | 10 27 을축  | 11 28 병인 |
| 12 29 정묘 | 13 11.1 무진 | 14 2 기사   | 15 3 경오    | 16 4 신미   | 17 5 임신   | 18 6 계유  |
| 19 7 갑술  | 20 8 을해    | 21 9 병자   | 22 10 정축   | 23 11 무인  | 24 12 기묘  | 25 13 경진 |
| 26 14 신사 | 27 15 임오   | 28 16 계미  | 29 17 갑신   | 30 18 을유  | 31 19 병술  |            |

| 편집하기 |

## 1993년12월 31일
- 대한민국, 천연두를 예방접종에서 제외하다.

## 1993년12월 23일
- 백제금동대향로가 발굴되었다.

## 1993년12월 15일
- 우루과이 라운드 협상이 타결되다.